# Comuna Criștioru de Jos, Bihor
Criștioru de Jos (în maghiară: Alsóbiharkristyór) este o comună în județul Bihor, Crișana, România, formată din satele Bâlc, Criștioru de Jos (reședința), Criștioru de Sus, Poiana și Săliște de Vașcău. Altitudine 492 m.

## Demografie
Componența etnică a comunei Criștioru de Jos
     Români (93,5%)
     Romi (3,81%)
     Alte etnii (0,26%)
     Necunoscută (2,43%)
Componența confesională a comunei Criștioru de Jos
     Ortodocși (88,04%)
     Penticostali (7,37%)
     Alte religii (1,73%)
     Necunoscută (2,86%)
Conform recensământului efectuat în 2021, populația comunei Criștioru de Jos se ridică la 1.154 de locuitori, în scădere față de recensământul anterior din 2011, când fuseseră înregistrați 1.354 de locuitori. Majoritatea locuitorilor sunt români (93,5%), cu o minoritate de romi (3,81%), iar pentru 2,43% nu se cunoaște apartenența etnică. Din punct de vedere confesional, majoritatea locuitorilor sunt ortodocși (88,04%), cu o minoritate de penticostali (7,37%), iar pentru 2,86% nu se cunoaște apartenența confesională.

## Politică și administrație
Comuna Criștioru de Jos este administrată de un primar și un consiliu local compus din 9 consilieri. Primarul, Fănel Tulvan[*], de la Partidul Național Liberal, este în funcție din 2012. Începând cu alegerile locale din 2024, consiliul local are următoarea componență pe partide politice:
|  | Partid                    | Consilieri | Componența Consiliului | Componența Consiliului | Componența Consiliului | Componența Consiliului |
|  | ------------------------- | ---------- | ---------------------- | ---------------------- | ---------------------- | ---------------------- |
|  | Partidul Social Democrat  | 4          |                        |                        |                        |                        |
|  | Partidul Național Liberal | 4          |                        |                        |                        |                        |
|  | Uniunea Salvați România   | 1          |                        |                        |                        |                        |